# Dornier Do P.192-Do 214
De Do P.192 / Do 214 is een project voor een langeafstandsvliegboot die werd ontworpen door de Duitse vliegtuigontwerper Dornier.

## Ontwikkeling
Het toestel werd ontwikkeld voor het uitvoeren van trans-Atlantische vluchten voor de Duitse Lufthansa. Deze vluchten zouden plaatsvinden tussen Lissabon en New York. Het project stond in het begin bekend als P.192. Men wilde het ontwerp van een nieuwe gestroomlijnde vorm voorzien en hierdoor kon men geen gebruik maken van de standaardconfiguratie die men normaal toepaste bij de bouw van vliegboten bij Dornier. Er werden twee grote “bulten” tegen de romp- en onderkant geplaatst.
De nieuwe configuratie werd getest met de Göttingen Gö 8. Dit toestel was van hout en niet voorzien van motoren en was in feite een 1:5-schaalmodel. Het toestel werd getest door het achter een motorboot te slepen over het water om zo een idee te krijgen van de stabiliteit. De uitkomst van deze proeven werden uitgewerkt en aan het RLM aangeboden. Om de indeling te kunnen onderzoeken en eventueel aan te passen, werd er in 1941 begonnen met de bouw van een schaalmodel op ware grootte.
De ronde romp was verdeeld in twee dekken. De vleugels waren aan de voorrand voorzien van een geringe pijlstand en een rechte achterrand. De vleugels waren hoog tegen de rompzijkant geplaatst.
De motoren waren acht Daimler-Benz DB613-lijnmotoren. Deze waren in de vleugelvoor- en achterrand geplaatst. Vier waren er voorzien van een standaardpropeller en vier van een duwpropeller. De propellers van vierbladige VDM-constant-speedpropellers. De diameter van de standaardpropeller was 3 m, die van de duwpropeller 4,60 m. De propellers waren aan een lange as aangebracht die kon worden versteld. Hierdoor was het mogelijk om de duwpropellers tijdens de start iets omhoog te zetten om ze zo vrij te houden van het opspattende water. Elke motor was voorzien van zijn eigen koeling en oliesysteem.
De brandstofcapaciteit bedroeg in totaal 67.500 liter, 66.000 liter in de romp en 1.500 liter in de vleugels. Er was een standaardstaartsectie toegepast.
De civiele uitvoering had een bemanning van twaalf man en bood plaats aan veertig passagiers en 2.600 kg aan lading.
In 1942 uitte het RLM grote kritiek in de richting van Dornier omdat men in deze fase van de oorlog nog met de ontwikkeling van de civiele vliegboot bezig was. Men gaf Dornier een directe opdracht om alle werkzaamheden aan de civiele uitvoering stop te zetten en zich alleen nog maar bezig te houden met de militaire uitvoering.
Het schaalmodel werd aangepast aan de militaire uitvoering en werd hoofdzakelijk gebruikt voor het bepalen van de beste plaats voor de geschutskoepels. Doordat de oorlogssituatie in een snel tempo veranderde, werd het in 1943 duidelijk dat er geen behoefte meer bestond aan een langeafstandsvliegboot en werd besloten om het Do 214-project stop te zetten.

## Uitvoeringen
Er werden ten minste negen militaire uitvoeringen gepland.

### P.192-01
Transportuitvoering voor het vervoeren van 33.000 kg aan lading. Het zou worden uitgerust met tien op afstand bediende geschutskoepels die waren voorzien van machinegeweren en/of kanonnen.

### P.192-02
Troepentransportuitvoering voor het vervoeren van 333 manschappen.

### P.192-03
Transportuitvoering voor het vervoeren van 82.000 kg aan lading.

### P.192-04
Ondersteuningvliegtuig voor samenwerking met de U-boten van de marine.

### P.192-05
Uitvoering voor het leggen van mijnen vanuit de lucht.

### P.192-06
Transportvliegtuig voor het vervoeren van brandstof en tankvliegtuig.

### P.192-07
Transportvliegtuig voor het vervoeren van manschappen.

### P.192-08
Vliegende ambulance uitvoering.

### P.192-09
Langeafstandsbommenwerperuitvoering voor gebruik van conventionele bommen en geleide projectielen.

### Technische specificaties
- Spanwijdte: 60 m.
- Lengte: 51,60 m.
- Hoogte: 14,30 m.
- Vleugeloppervlak: 500 m².
- Leeggewicht: 76.000 kg.
- Startgewicht: 145.000 kg.
- Maximumsnelheid: 490 km/uur.
- Kruissnelheid: 425 km/uur.
- Landingssnelheid: 155 km/uur.
- Plafond: 7.000 m.
- Actieradius: 6.200 km.